# Herb Lubalin
Herb Lubalin (New York, 17 mars 1918 - 24 mai 1981) est un graphiste américain.

## Biographie
Ralph Ginzburg publie, aux États-Unis, le premier numéro du magazine Eros. Il engage alors Herb Lubalin. 
Lubalin a d’abord étudié les arts graphiques à la Cooper Union, avant de travailler pour plusieurs agences de publicité (Deutsch & Shea, Fairchild, Reiss, Sudler & Hennesey). Après seulement quatre numéros, Ralph Ginzburg est traîné devant les tribunaux pour obscénité par l’association des facteurs américains (procès intenté avec l’accord du procureur général de l’époque, Robert Kennedy), et l’aventure Éros s’arrête.
Il crée alors un nouveau magazine, Fact (en), plus orienté cette fois-ci vers la contestation politique et la satire que vers l’apologie de la libération des mœurs. Il fait encore une fois appel à Lubalin pour le logo et la mise en page, et ce dernier surprend de nouveau avec une économie de moyens qui sert parfaitement le décalage et le sérieux de la revue : minimalisme typographique (un seul caractère, à empattements, traditionnel et austère, utilisé en bas de casse en noir sur fond blanc aéré), grandes illustrations exécutées par un seul et même artiste (pour préserver un budget serré)…
Encore une fois attaqué, cette fois-ci par Barry Goldwater, un politicien susceptible devenu la tête de Turc du magazine, Ginzburg met la clé sous la porte au bout de trois ans.
Un an plus tard, le sulfureux duo crée un troisième magazine, consacré aux articles de fond sur la société américaine, à la photographie, à la politique, au design graphique et à l’érotisme. C’est le 1er janvier 1968 que paraît le premier numéro d’Avant Garde, dont le logo a posé un certain nombre de soucis à Lubalin : les lettres formant ce mot présentent en effet beaucoup de difficultés lorsqu’elles sont côte à côte, en termes d’espace et d’esthétique, quelle que soit la police utilisée. Après avoir essayé une scripte à la Coca-Cola et pratiqué une douzaine d’autres expériences peu concluantes, Lubalin dessine des lettres très géométriques, inspirées directement du Bauhaus et des caractères Erbar et Futura, en réduisant l’interlettrage au maximum, en créant des ligatures osées et en faisant se chevaucher les transversales.
Le logo devient un objet unique, une signature immédiatement reconnaissable qui assurera en grande partie le succès du magazine et qui aura une grande influence sur les travaux graphiques, éditoriaux et publicitaires des années 1970 et 1980 en Amérique du Nord.
Quelques numéros plus tard, Ginzburg décide de publier une série de gravures érotiques de Picasso ; il a besoin, pour en faire la promotion sur la couverture, de plusieurs lettres dessinées dans le même esprit que le logo. Lubalin dessine alors un alphabet complet, avec l’aide de trois assistants et du graphiste Tom Carnase, ce dernier se chargeant de créer un grand nombre de ligatures afin de sauvegarder l’aspect original du logo et de permettre un grand nombre d’expérimentations typographiques.
À ce moment, la police de caractères ne possède que des capitales ; mais à la suite d’une très forte demande des professionnels d’alors, la fonderie de caractères ITC, créée par Lubalin lui-même, commercialise le caractère complété de bas-de-casse très proches du Futura. Le caractère remporte un très grand succès mais Herb Lubalin est consterné : les directeurs artistiques ne savent pas utiliser correctement les ligatures, tentent maladroitement de recréer le logo de la revue, et le résultat est catastrophique, à de rares exceptions près (le logo Adidas ou la publicité de la marque Audi en 1970, pour laquelle Lubalin envoya une lettre de remerciement à l'agence DDB).
Cela n’empêche pas le caractère Avant-Garde d'être un grand succès dans le monde de la publicité et des arts graphiques des années 1970, principalement à New York, monde marqué par la prédominance des caractères à grand œil et à courtes ascendantes et descendantes, marque de fabrique de la fonderie ITC et raison de la connotation historique forte (années 1970) des typographies distribuées par cette même fonderie.
Avant-Garde est, grâce à son aspect arrondi et géométrique, ludique et aisément manipulable pour la création de logos « jeunes » (Adidas, New Balance). Il se rapproche du Futura, dont il épouse par conséquent certaines connotations (neutralité, simplicité, esthétique), mais son approche formelle plus radicale en rend la lecture plus difficile. Il est porté vers les logos et les titres courts, mais il est à proscrire absolument pour les textes longs. Ses ligatures très graphiques, difficiles à maîtriser, sont également disponibles séparément.
Une fois de plus, Ralph Ginzburg se voit attaqué en 1971 pour une série de photographies montrant les lettres de l’alphabet épelées par des mannequins dénudés : il est envoyé en prison pour huit mois, expérience traumatisante qu’il relatera dans un livre et qui lui retirera définitivement l’envie de publier des magazines — il préférera se tourner (avec succès) vers la photographie jusqu’à sa mort en juillet 2006.
Herb Lubalin continue pour sa part à travailler au sein de sa société de publicité et publie sa propre revue sur le design graphique et la typographie, U&lc (Upper & Lower Case, Capitale et bas-de-casse), qui remporte un grand succès dans le monde entier et est considérée aujourd’hui comme la première version d’Emigre, revue de la fonderie du même nom, créée quelques années plus tard par Rudy VanderLans et Zuzana Licko. Cette revue permet à Lubalin de se laisser aller à toutes sortes d’expérimentations graphiques en toute liberté, ce qu’il s’emploiera à faire jusqu’à sa mort, en 1981.

## Source
- David Rault, Alain Beaulet, Xavier Dupré, Bas Jacobs et al., Guide pratique de choix typographique, Méolans-Revel, Atelier Perrousseaux, 2009, 203 p. (ISBN 978-2-911220-26-5).